# مجتمع الميم في الولايات المتحدة

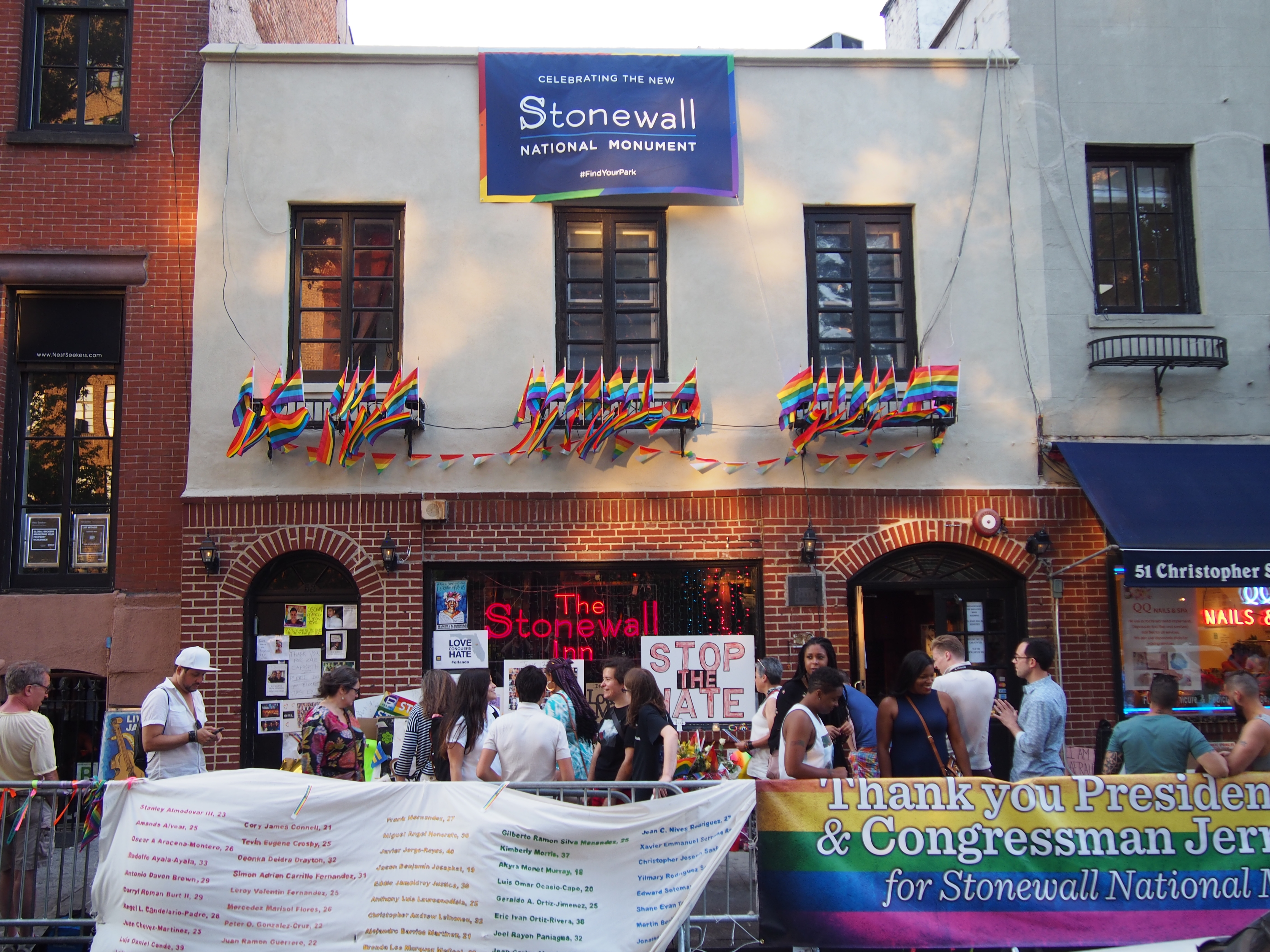

لدى المثليون والمثليات ومزدوجو التوجه الجنسي ومغايرو النوع الاجتماعي (مجتمع الميم) في الولايات المتحدة بتاريخ طويل، بما في ذلك الثقافات الفرعية الحيوية ومعارك المناصرة من أجل القبول الاجتماعي والديني والحقوق القانونية.
يُشار غالبًا إلى أعمال شغب ستونوول عام 1969 في مدينة نيويورك على أنها بداية حقبة الحقوق المدنية الحديثة للمثليين. كان لأزمة الإيدز في ثمانينيات القرن العشرين تأثير كبير على مجتمعات المثليين ونشاطهم. بدأ القبول الاجتماعي في الازدياد في أواخر القرن العشرين، وتبعته الحقوق القانونية.
تغيرت السياسة العسكرية في عام 2011، ما سمح لأفراد مجتمع الميم بالخدمة علانيةً. نجح المحافظون الاجتماعيون لفترة وجيزة في حظر زواج المثليين على مستوى الولاية في العقد الأول من القرن الحادي والعشرين، لكن المحكمة العليا الأمريكية شرعت زواج المثليين على الصعيد الوطني في عام 2015.

## لمحة تاريخية
هناك روايات متباينة عن المكان الذي احتله أفراد مجتمع الميم في القبائل الأمريكية الأصلية في العصر ما قبل الكولومبي. يُستخدم مصطلح ذوو الروحين في اللغة الحديثة لوصف أفراد مجتمع الميم من الأمريكيين الأصليين. كان (وما يزال) المئات من القبائل المختلفة في جميع أنحاء الولايات المتحدة، ولكل منها ثقافتها الخاصة، وبالتالي فإن الاعتراف والقبول والأدوار الاجتماعية لأفراد مجتمع الميم متنوع على اختلاف القبائل وتنوعها.
شجب المبشرون المسيحيون والوكالات الحكومية الأوروبية المثلية الجنسية والاختلافات الجندرية في حقبة التحفّظ، مما أجبر أفراد مجتمع الميم على تبني الأدوار الاجتماعية واللباس الذي يعتبر مناسبًا، مثل جعل الذكور يقصون شعرهم وجعل الإناث يرتدين الفساتين. على الرغم من كون العنف والترهيب الذي مارستاه الكنيسة والحكومة كان موجهًا بشكل غير متناسب ضد الأمريكيين الأصليين، إلا أن أفراد مجتمع الميم من السكان الأصليين وغير الأصليين غالبًا ما عاشوا في الخفاء لتجنب السجن أو القتل لأن المثلية الجنسية كانت جريمة جنائية.
تحسن قبول أفراد مجتمع الميم ببطء في القرن التاسع عشر والنصف الأول من القرن العشرين. طرأت تغييرات أسرع مع حركة تحرير المثليين في ستينيات القرن العشرين، ونشاط أزمة فيروس نقص المناعة البشرية/الإيدز في ثمانينيات القرن العشرين. اعترف عدد من الكتاب والفنانين والمضيفين علنًا بمثليتهم الجنسية. بدأت وسائل الإعلام الشعبية في تسعينيات القرن العشرين بضم شخصيات مثلية.
حُكم بعدم دستورية قوانين مكافحة السدومية في عام 2003، مما يجعل ممارسة الجنس المثلي قانونيًا في جميع أنحاء البلاد. شهدت تسعينيات القرن العشرين صعود التيار الاجتماعي المحافظ واثنين من القيود الفيدرالية الرئيسية لمساواة المثليين هما سياسة الجيش «لا تسأل، لا تقل» وقانون الدفاع عن الزواج، إلا أن سياسة «لا تسأل، لا تقل» أُسقطت في عام 2011، وأُسقطت جميع المحظورات المفروضة على زواج المثليين في عام 2015.
كانت المواقف الرسمية للكنيسة بشأن قضايا مجتمع الميم أبطأ في التغير، ومعظمها بين الطوائف البروتستانتية السائدة.

## الحقوق
تطورت حقوق المثليين في الولايات المتحدة بمرور الوقت وتختلف باختلاف الولاية. الممارسات الجنسية بين الأشخاص المثليين قانونية على الصعيد الوطني في الولايات المتحدة منذ عام 2003، وفقًا لحكم المحكمة العليا الأمريكية في قضية لورانس ضد تكساس.
تختلف قوانين الأسرة والزواج ومناهضة التمييز حسب الولاية. تتيح سبعة وثلاثون ولاية ومقاطعة واحدة حاليًا الزواج المثلي، ولا تتيح ولايات أخرى زواج المثليين لكنها تعترف بزواج المثليين الذي تم في أماكن أخرى. تقدم بعض الولايات إضافةً لذلك اتحادات مدنية أو أصنافًا أخرى من الاعتراف التي تقدم بعض المزايا القانونية والحماية للزواج.
تحظر 20 ولاية بالإضافة إلى مقاطعة واحدة التمييز على أساس التوجه الجنسي، وتحظر 12 ولاية بالإضافة إلى مقاطعة واحدة التمييز على أساس الهوية الجندرية أو التعبير الجندري. يعاقب القانون الفيدرالي أيضًا على جرائم الكراهية القائمة على أساس التوجه الجنسي أو الهوية الجندرية بموجب قانون ماثيو شيبرد وجيمس بيرد جونيور لمنع جرائم الكراهية لعام 2009.
تختلف سياسات التبني فيما يتعلق بالوالدين من المثليين والمثليات أيضًا بشكل كبير من ولاية إلى أخرى. يسمح البعض بالتبني من قبل الأزواج المثليين، بينما يمنع البعض الآخر الأزواج «غير المتزوجين» من التبني.

### حقوق الأسرة بعد عام 1980
بدأ ناشطو مجتمع الميم مع ذبول وسقوط قوانين السدومية على أساس كل ولاية على حدة بعد عام 1960، بتطوير مطالب وحملات مفصلة بشكل متزايد من أجل المساواة القانونية على جميع مستويات الحكومة، وكانت عمليةً تدريجية في كل ولاية قضائية. أصبحت بركلي في ولاية كاليفورنيا في عام 1984، أول ولاية قضائية تعترف بالاتحادات المثلية من أي نوع (ثم في شكل مزايا صحية للشراكة المنزلية لموظفي المدينة). أقرّت كاليفورنيا في عام 1999 قانون الشراكة المنزلية الخاص بها، لتصبح بذلك أول ولاية تعترف بالزيجات المثلية. أصبحت فيرمونت أول ولاية تجيز الزيجات المدنية (غالبًا ما يُنظر إليها على أنها نسخة مخفّضة من حقوق الزواج الكاملة).
أصبحت الحركة الاجتماعية المحافظة في الولايات المتحدة في أعقاب أعمال شغب ستونوول، محددةً بشكل متزايد بمعارضتها لحقوق مجتمع الميم. تشمل أبرز القوانين التي دافع عنها السياسيون الاجتماعيون المحافظون على المستوى الفيدرالي في تسعينيات القرن العشرين «لا تسأل، لا تقل»، واستمرار القيود على خدمة أفراد مجتمع الميم في القوات المسلحة الأمريكية، وقانون الدفاع عن الزواج (دوما)، الذي يعرّف الزواج على أنه مؤسسة حصرية بغيريّي الجنس ويمنع الحكومة الفيدرالية من الاعتراف بالزيجات المثلية التي تسنها البلديات أو الولايات أو الحكومات الأجنبية. تبع ذلك تمرير قانون في العقد الأول من القرن الحادي والعشرين على المحظورات القانونية والدستورية على مستوى الولاية، للاعتراف القانوني بزواج المثليين أو الزيجات من أي نوع.
شرّعت العديد من الولايات الأخرى زواج المثليين أو زيجات أخرى، بدءًا من ولاية ماساتشوستس في عام 2004، وتلتها ولاية كونيتيكت (2008)، وآيوا (2009)، ومقاطعة كولومبيا (2009)، وفيرمونت (2009)، ونيوهامبشاير (2010)، وولاية نيويورك (2011).
حصلت أكثر اللحظات إثارة للجدل في تاريخ حركة حقوق الزواج المثلي في ولاية كاليفورنيا خلال الفترة من مايو 2008 - عندما ألغت المحكمة العليا للولاية الاقتراح 22، الذي منع الولاية من تشريع على زواج المثليين، باعتباره غير دستوري- حتى نوفمبر 2008، عندما اُقرّ الاقتراح 8 - ضد حكم المحكمة والذي قدمه المحافظون الاجتماعيون- بنسبة 53٪ من الأصوات.
اندلعت الاحتجاجات ضد التصويت ونتائجه في جميع أنحاء البلاد بين الناشطين المواليين لحقوق مجتمع الميم والشخصيات الإعلامية والسياسيين، نتج عن ذلك قضية بيري ضد شوارزنيجر، وهي دعوى قضائية اتحادية تتحدى شرعية ودستورية الاقتراح 8. نقض قرار قاضي القضية الاقتراح 8، ولكنه عُلّق في انتظار الاستئناف، إذ رُجّح أن يُتّخذ القرار النهائي في المحكمة العليا للولايات المتحدة، كما هو الحال بالنسبة لقضيتين من ماساتشوستس واللتان تتحديان دستورية دوما. احتفظت حوالي 18000 حالة زواج مثلي أجريت في كاليفورنيا بين مايو ونوفمبر عام 2008 بشرعيتها بسبب قضية محاكمة سابقة للولاية.

## وصلات خارجية
- Gay & Lesbian Victory Fund and Leadership Institute
- Gay Marriages: Equality For All Americans
- GLAAD – Gay & Lesbian Alliance Against Defamation
- glsen.org Gay, Lesbian and Straight Education Network